# Anti-Squat
Pour plus de détails, voir Fiche technique et Distribution.
Anti-Squat est un drame français réalisé par Nicolas Silhol et sorti en 2023.

## Synopsis
Inès  est menacée d'être expulsée de son logement qu'elle occupe avec son fils de 14 ans, Adam. Elle est recrutée par la société Anti-Squat qui propose d'héberger des personnes dans des bâtiments inoccupés pour les protéger des squatteurs et des dégradations. Son premier client lui confie un immeuble de bureaux. Elle doit recruter les résidents et leur faire respecter des règles strictes : les enfants et les animaux sont interdits, les fêtes sont interdites, il est interdit de s'absenter sans autorisation, etc. En outre, pour s'assurer que tout se passe au mieux, elle doit habiter sur place.
Inès se trouve prise en étau entre son employeur qui exige toujours plus de fermeté de sa part et menace de ne pas renouveler son contrat, les résidents qui ont chacun des situations personnelles difficiles et vivent mal les contraintes imposées par Anti-Squat, une entreprise de gardiennage qui supporte mal cette concurrence nouvelle et tente de la déstabiliser, et Adam qui ne comprend pas que sa mère participe à ce qu'il perçoit comme une injustice alors qu'il développe une conscience politique propre.

## Fiche technique
Sauf indication contraire, les informations mentionnées dans cette section peuvent être confirmées par les bases de données cinématographiques IMDb et Allociné,  présentes dans la section « Liens externes ».
- Titre original : Anti-Squat
- Réalisation : Nicolas Silhol
- Scénario : Nicolas Silhol et Fanny Burdino
- Musique : Fabien Kourtzer, Mike Kourtzer et Alexandre Saada
- Décors : Jérémie Duchier
- Costumes : Catherine Rigault
- Photographie : Pierre Maillis-Laval
- Montage : Florence Bresson
- Production : Jean-Christophe Reymond
  - Production associée : Amaury Ovise
- Société de production : Kazak Productions
- Société de distribution : Diaphana Distribution
- Budget : 2,2 millions d'euros
- Pays de production :  France
- Langue originale : français
- Format : couleur
- Genre : drame
- Durée : 95 minutes
- Dates de sortie :
  - France : 
    - 24 août 2023 (Angoulême)
    - 6 septembre 2023 (en salles)

## Distribution
Sauf indication contraire ou complémentaire, les informations mentionnées dans cette section proviennent du générique de fin de l'œuvre audiovisuelle présentée ici.
- Louise Bourgoin : Inès
- Samy Belkessa : Adam, le fils d'Inès
- Sâm Mirhosseini : Marko
- Kahina Lahoucine : Soraya
- Arthur Choisnet : Guillaume
- Agnès Sourdillon : Eugénie
- Ike Ortiz : Moussa
- Adèle Wismes : Claire
- Antoine Gouy : Thomas
- Violaine Fumeau : Judith Jaraud
- Frédéric Maranber : chef vigile GSP

## Contexte
Le film débute par un carton expliquant que la loi ELAN de 2018 a créé un dispositif visant à assurer la protection et la préservation des locaux vacants en les faisant occuper par des résidents temporaires. C'est ce cadre légal qui est exploité par la société fictive Anti-Squat dans le film.
Cette disposition, initialement expérimentale, a été pérennisée par la loi no 2023-668 visant à protéger les logements contre l'occupation illicite, publiée un mois avant la sortie du film.
Manuel Domergue, directeur des études de la Fondation Abbé Pierre, précise néanmoins que le fait de réquisitionner des bureaux pour loger temporairement des personnes en situation de précarité « n'est pas une réalité massive » et que cela concerne « quelques centaines ou milliers d'habitants en France ».